# Aimag
Ajmag (in mongolo Аймаг) è la parola per "tribù" in mongolo ed in turco. Il termine è anche adoperato per indicare le suddivisioni amministrative (province) in Mongolia ed in Cina. Dalla stessa radice deriva anche il termine Aimak con cui si indica una popolazione di stirpe mongola stanziata in Afghanistan.

## Mongolia
In Mongolia, gli ajmag sono il primo livello di suddivisione amministrativa (province), ogni ajmag è poi suddiviso in sum; la capitale Ulan Bator è amministrativamente una municipalità indipendente.

## Cina
Nella regione autonoma della Mongolia Interna, in Cina, la tradizionale suddivisione in aimag (leghe) è stata in un primo momento conservata rappresentando la suddivisione immediatamente al di sotto del livello di provincia. In seguito la maggior parte degli aimag sono stati convertiti in prefetture cittadine. Nel 2004 i tre aimag rimasti sono: Xilin Gol, Hinggan, e Alxa.